# Parafia Serca Chrystusa Zbawiciela w Atenach
Parafia Serca Chrystusa Zbawiciela w Atenach – parafia rzymskokatolicka położona w Atenach w Grecji. Posługują w niej ojcowie jezuici.
Msze św. w parafii odbywają się w językach greckim, a także polskim dla polskich emigrantów.

## Historia parafii
1 stycznia 1975 została erygowana parafia pw. Serca Chrystusa Zbawiciela w Atenach przy istniejącym już wówczas kościele jezuickim. W 1980 roku zburzono starą świątynie, zaś dwa lata później poświęcono nowo wybudowaną.

## Polscy emigranci w parafii
W latach 80. XX wieku do Aten przybyło wiele polskich emigrantów. Początkowo msze dla nich odprawiał grecki ksiądz po łacinie. W 1987 roku do parafii przybyli jezuici z Polski i zaczęli odprawiać dla polskich emigrantów msze w języku polskim. W 1988 roku z inicjatywy ks. Stanisława Móla przy parafii Serca Chrystuza Zbawiciela powstała pierwsza polska szkoła w Atenach, która przyjęła imię Romana Strzałkowskiego.

## Wspólnoty parafialne
- Komórki ewangelizacji, Grupa „Emaus”, Jasnogórska Rodzina Różańcowa, Róża Rodzin, Ruch Światło-Życie, Wspólnota Małżeństw, chór, Grupa AA „Krokus”, Grupy Rodzinne AL-ANON, Grupa DDA.